# Homo ergaster

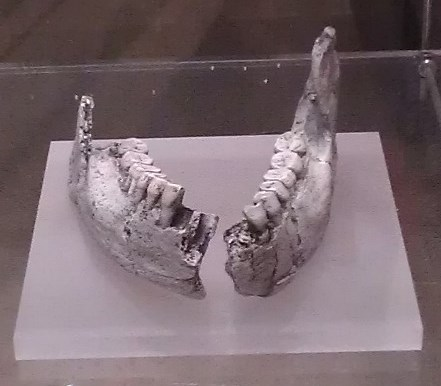
Unterkiefer KNM-ER 992 (Nachbildung)

Homo ergaster ist eine ausgestorbene Art der Gattung Homo aus dem Altpleistozän. Dieser Chronospezies werden ausschließlich Fossilien aus Afrika zugeordnet, die 1,9 bis 1,4 Mio. Jahre alt sind und in Koobi Fora (Ostafrika) sowie in Swartkrans (Südafrika) entdeckt wurden. Einige der Art zugeschriebene Funde stammen auch aus jüngeren Schichten und sind möglicherweise nur 1 Mio. Jahre alt.

## Namensgebung
Die Bezeichnung der Gattung Homo ist abgeleitet von lateinisch homo [ˈhɔmoː] = dt. Mensch. Das Epitheton ergaster kommt aus dem Griechischen und bedeutet „Arbeiter“; Homo ergaster bedeutet somit „der arbeitende Mensch“, was auf den Gebrauch von Steinwerkzeugen verweist, der dieser Art zugeschrieben wird. Die ältesten Steinwerkzeuge sind mit mindestens 2,5 Millionen Jahren jedoch deutlich älter als die Fossilien von Homo ergaster und wurden vermutlich von Homo rudolfensis und Homo habilis hergestellt.

## Erstbeschreibung
Holotypus von Homo ergaster ist ein aus zwei zusammengehörigen Fragmenten bestehender, gut erhaltener und fast komplett bezahnter Unterkiefer (Sammlungsnummer KNM-ER 992, siehe Abbildung) eines Erwachsenen, der bereits 1971 von Richard Leakey in Koobi Fora (Kenia) entdeckt und dessen Alter auf etwa 1,7 Mio. Jahre datiert worden war; Leakey hatte den Fund 1972 publiziert und zur Gattung Homo gestellt, ihn aber nicht einer bestimmten Art zugeordnet. Die Benennung erfolgte 1975 durch Colin Groves und Vratislav Mazák in einer tschechischen Fachzeitschrift. Als Paratypen wurden dem Typusexemplar in der Erstbeschreibung ein Dutzend Unterkiefer- und Oberkiefer-Fragmente mit einigen erhaltenen Zähnen beigegeben, die ebenfalls von Richard Leakey in Kenia am Ostufer des Turkana-Sees entdeckt worden waren. Bemerkenswert ist, dass diese Funde zwar gegen Australopithecus africanus und Homo habilis abgegrenzt wurden, nicht jedoch gegen Homo erectus.
Auch alle in der Erstbeschreibung in die unmittelbare Nähe von Homo ergaster gestellten Funde aus Südafrika waren bereits 1949 von John T. Robinson entdeckt worden, darunter der Unterkiefer SK 15, der von ihm als Telanthropus capensis benannt waren war. 2025 führte jedoch eine Röntgen-Mikrotomographie von SK 15 zu einer taxonomischen Neubestimmung des Unterkiefers und zu dessen Einordnung zur Gattung Paranthropus.
In der Erstbeschreibung wurde angemerkt, dass die zur Definition von Homo ergaster herangezogenen Fossilien von Richard Leakey entdeckt worden waren und „unter normalen Umständen“ das Epitheton leakeyi gewählt worden wäre; jedoch sei diese Bezeichnung Homo leakeyi bereits 1963 durch Gerhard Heberer für eine Variante des Homo erectus vergeben worden.
Die Funde aus Koobi Fora werden im kenianischen Nationalmuseum in Nairobi aufbewahrt, die Funde aus Swartkrans im Transvaal Museum in Pretoria.

## Merkmale
Da Homo ergaster zahlreiche Fossilien zugeschrieben werden, die anderen Forschern als früher Homo erectus gelten, unterscheiden sich die Merkmale beider Arten kaum. Als typisch für den Kopf gilt u. a. ein ununterbrochener und mäßig breiter Knochenwulst über den weit auseinander liegenden Augen, die aus – im oberen Bereich des Gesichts – nahezu senkrecht stehenden Knochen hervortreten. Der Oberkiefer ragt dennoch weit nach vorne heraus, so dass die Kiefer eine Art Schnauze bilden; der Abstand zwischen Mund und Nasenöffnung ist recht groß. „Zu den morphologischen Eigenmerkmalen von H. ergaster im Vergleich mit H. erectus zählen: generell etwas grazilerer Skelettbau, längere und schmalere Molaren, komplexe Wurzeln der Prämolaren, dünnere Schädelknochen, kein Knochenkiel auf dem Schädel, schwächerer Überaugenwulst, höhere Schädelwölbung, geringere postorbitale Schädeleinschnürung, schmalere Schädelbasis.“
Das Gehirnvolumen von Homo ergaster lag zwischen 750 und 900 cm3. Einige dieser Art zugeordnete Funde hatten jedoch ein deutlich kleineres Gehirn, für das Fossil KNM-ER 1805 wurden zum Beispiel nur 582 cm3 berechnet. Ob diese große Spanne als Ausdruck einer tatsächlich vorhandenen Variationsbreite zum Beispiel infolge geschlechtsspezifischer Unterschiede zu deuten ist oder ob die Fossilien womöglich zu zwei verwandten Arten gehören, ist ungeklärt.
Geht man vom Nariokotome-Jungen aus, dann hätte dieses beim Tod etwa 1,50 bis 1,60 m große Individuum im ausgewachsenen Zustand vermutlich 1,85 m gemessen und wäre dann knapp 70 kg schwer gewesen. Arm- und Beinlänge gleichen denen des modernen Menschen. Aus dem Bau der Schulterblätter und der Schienbeinknochen wurde jedoch gefolgert, dass junge Exemplare sich länger als die Kleinkinder des heutigen Menschen auf vier Beinen fortbewegten.
Im Unterschied zu einigen ursprünglichen Merkmalen im Bereich des Kopfes sind Knochen der Beine für ausdauerndes aufrechtes Laufen geeignet, Hinweise auf einen häufigen Aufenthalt auf Bäumen fehlen.

## Werkzeuggebrauch
Homo ergaster wurde Werkzeugherstellung und Werkzeuggebrauch zugeschrieben, worauf auch das Art-Epitheton abhebt. Allerdings stammen die Fundstücke vom Oldowan-Typ zum Teil aus Schichten, aus denen man auch Fossilien geborgen hat, die zu Paranthropus boisei gestellt wurden. Andere ergaster-Fossilien stammen aus Schichten, aus denen keine Werkzeuge bekannt sind; daher gilt der Werkzeuggebrauch für Homo ergaster zwar als wahrscheinlich, aber nicht als gesichert.

## Klassifikation

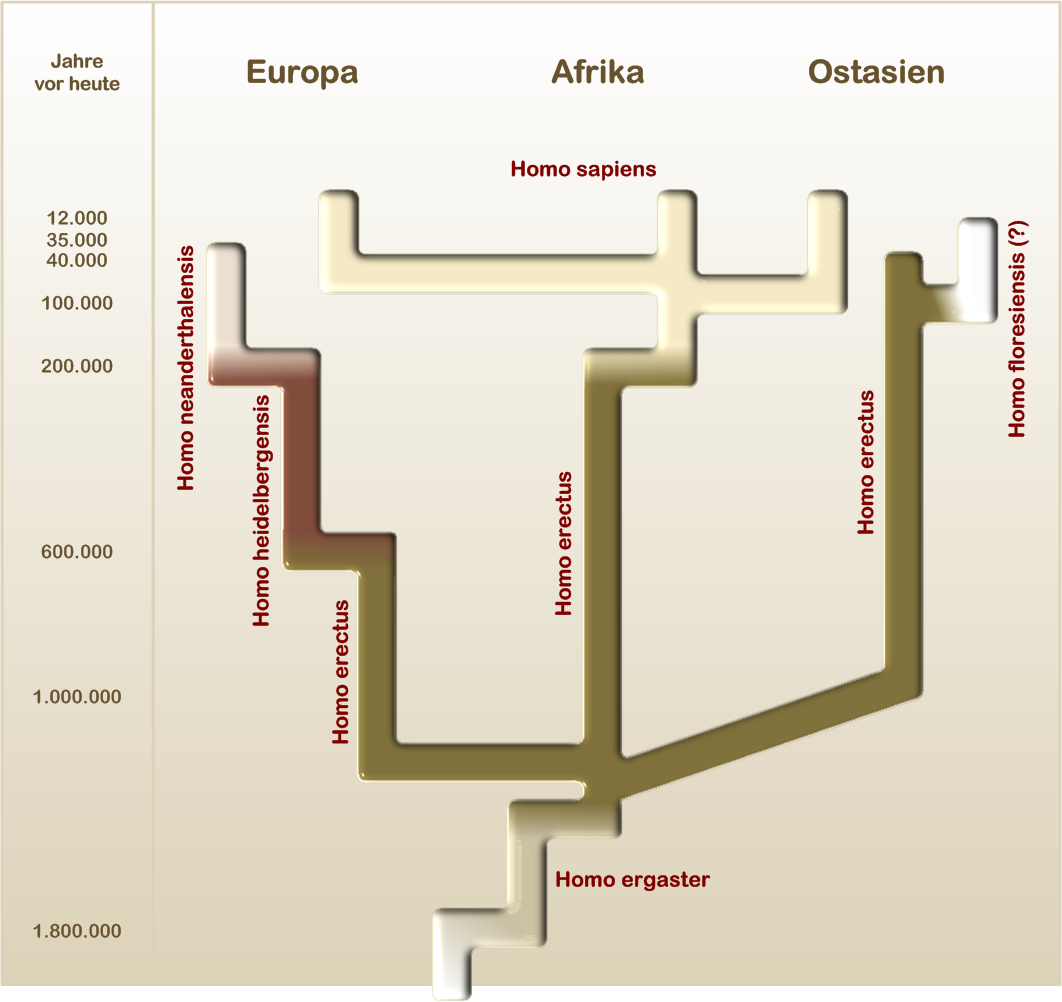
Homo ergaster und die aus ihm hervorgegangenen Arten der Gattung Homo

Der Erstbeschreibung durch Groves und Mazák lagen keine neu entdeckten Fossilien zugrunde, die Benennung der neuen Art Homo ergaster beruhte 1975 vielmehr auf einer Umgruppierung und Neuordnung zahlreicher, teils Jahrzehnte zuvor beschriebener Fossilien. In den auf die Erstbeschreibung folgenden Jahren wurde die Publikation von Groves und Mazák nur sehr selten von anderen Paläoanthropologen zitiert und die Bezeichnung Homo ergaster wurde nur sehr selten erwähnt, da dieser Artname als Synonym für Homo erectus erachtet wurde. In den 1990er-Jahren wiesen dann aber einige Forscher darauf hin, dass die als afrikanischer Homo erectus ausgewiesenen Fossilien sich deutlich von den „klassischen“ Funden aus Asien (Java-Mensch und Peking-Mensch) unterscheiden. Als möglicher Vorfahr von Homo ergaster wird daher von diesen Wissenschaftlern Homo rudolfensis angesehen; Homo erectus soll aus Homo ergaster hervorgegangen sein. Aus der gleichen Epoche und aus den gleichen Regionen Afrikas gibt es Funde anderer Arten der Hominini, mit denen sich Homo ergaster demnach seinen Lebensraum teilte: Paranthropus boisei, Homo rudolfensis und möglicherweise Homo habilis.
Ob Homo ergaster den Status einer eigenständigen Art zu Recht zugesprochen bekam oder ob die Fossilien bloß als frühe und regionale Varianten von Homo erectus einzustufen sind, ist in der Paläoanthropologie – zwischen sogenannten Lumpern und Splittern – weiterhin umstritten. Viele Fossilien, die heute von bestimmten Forschern zu Homo ergaster gestellt werden, waren – wie im Abschnitt Erstbeschreibung erwähnt – zuvor als Homo erectus eingeordnet und werden von anderen Forschern noch immer Homo erectus zugeschrieben. Zudem gilt das Holotypus-Exemplar aufgrund der vermutlich großen und vor allem größenabhängigen Variationsbreite der Unterkiefer von Homo erectus / Homo ergaster als unglücklich gewählt: „Als die Namensgeber von H. ergaster die Merkmale des Kieferknochens KNM-ER 992 beschrieben, zeigten sie keine charakteristischen Unterschiede auf, durch die sich andere, von ihnen ebenfalls H. ergaster zugeschriebene Fossilien (…) von H. habilis unterscheiden würden.“ Ein nicht-charakteristisches Holotypus-Exemplar führt bei der Zuordnung von anderen Funden zu dieser Art jedoch rasch zu Unstimmigkeiten.
In einem Review-Artikel der Fachzeitschrift Nature ordnete Bernard Wood 1992 dennoch weitere Funde bei Homo ergaster ein, beispielsweise die gut erhaltenen fossilen Schädel KNM-ER 3733 und 3883, die von ihren Entdeckern zu Homo erectus gestellt worden waren; an gleicher Stelle stufte er auch den Nariokotome-Jungen als Vertreter von Homo ergaster ein. Der Holotyp KNM-ER 992 wird – umgekehrt – von einzelnen Paläoanthropologen zu Homo erectus gestellt, von anderen zu Homo habilis. John T. Robinson schrieb 1972 in Nature sogar, dieses Fossil sei nicht von Australopithecus africanus zu unterscheiden. Manche anderen Fossilien, die zu Homo ergaster gestellt wurden, sind so unvollständig, dass sie nur aufgrund ihres Alters so eingeordnet wurden, nicht aber aufgrund ihrer morphologischen Beschaffenheit.

## Ernährung und Lebensraum
Welche Nahrung Homo ergaster aufgenommen hat, ist bisher nicht nachvollziehbar; seine im Vergleich mit den Australopithecinen kleineren Backenzähne lassen jedoch auf eine weichere Nahrung als bei diesen oder auf eine durch Werkzeuge bearbeitete Nahrung schließen. „Ähnlichkeiten bei Zähnen, Kiefer und Muskelansatzstellen legen die Vermutung nahe, dass seine Ernährung der von Homo habilis ähnelte.“ Aus Begleitfunden kann geschlossen werden, dass Homo ergaster sich in einem Mosaik von Lebensräumen aufhielt, zu dem Wälder mit dichtem Unterholz, offene Wasserflächen und – zeitweise überschwemmte – Graslandschaften gehörten. Aus diesen ökologischen Befunden wurde wiederum gefolgert, dass vermutlich auch im Wasser lebende Tiere – in saisonal austrocknenden Gewässern leicht zugänglich – zur Versorgung mit eiweißreicher Kost beigetragen haben.
Ein Knochenfund aus Koobi-Fora (Sammlungsnummer: KNM-ER 1808) weist Veränderungen auf, wie sie bei übermäßigem Vitamin-A-Konsum auftreten können. Am wahrscheinlichsten ist, dass dieses Vitamin A aus der Leber von Tieren stammt; ob die Tiere gejagt oder als Aas erbeutet wurden, ist fossil nicht belegt. Die US-amerikanische Evolutionsbiologin Marlene Zuk wies darauf hin, dass Homo ergaster als erste Art der Hominini aufgrund seines Körperbaus zum ausdauernden (Langstrecken-)Laufen befähigt war. Dies habe es den Individuen dieser Art vermutlich möglich gemacht, rasch zu den Resten der Beute von großen Raubtieren zu gelangen und als Aasfresser sich – auch dank anspruchsvoller Steinwerkzeuge – mit proteinreicher Kost zu versorgen.
Ein zumindest mittelbar enger Kontakt mit Raubtieren und Aasfressern kann auch aus genetischen Studien an Bandwürmern der Gattung Taenia hergeleitet werden. So sind die auch beim Menschen vorkommenden Arten Taenia saginata und Taenia asiatica eng verwandt mit einem Bandwurm, der in afrikanischen Löwen vorkommt, und Taenia solium ist eng verwandt mit einem Bandwurm der Hyänen. Hatte man zunächst vermutet, diese Bandwürmer seien erst mit Aufkommen der Viehzucht vor rund 10.000 Jahren auf den Menschen übergegangen, wurden die genetischen Studien dahingehend interpretiert, dass der Übergang möglicherweise schon vor 1,7 Millionen Jahren stattgefunden hat.

## Belege
1. ↑  Ulrich Welsch: Die Fossilgeschichte des Menschen. Teil 1: Wie aus den ersten Primaten Homo wurde. In: Biologie in unserer Zeit. Nr. 1/2007, S. 42–50.
2. ↑  Abbildung des Fossils KNM-ER 992a.
 Abbildung des Fossils KNM-ER 992b.
3. ↑  Richard Leakey: Further Evidence of Lower Pleistocene Hominids from East Rudolf, North Kenya, 1971. In: Nature. Band 237, 1972, S. 264 – 269, doi:10.1038/237264a0.
4. ↑  Colin Groves und Vratislav Mazák: An Approach to the Taxonomy of the Hominidae: Gracile Villafrancian Hominids of Africa. In: Časopis pro mineralogii a geologii. Band 20, 1975, S. 225–247. Nachdruck in: W. Eric Meikle, Sue Taylor Parker: Naming our Ancestors. An Anthology of Hominid Taxonomy. Waveland Press, Prospect Heights (Illinois) 1994, ISBN 0-88133-799-4, S. 107–125.
5. ↑  Robert Broom und John T. Robinson: A new type of fossil man. In: Nature. Band 164, 1949, S. 322–323, doi:10.1038/164322a0.
6. ↑  Clément Zanolli et al.: Taxonomic revision of the SK 15 mandible based on bone and tooth structural organization. In: Journal of Human Evolution. Band 200, 2025, 103634, doi:10.1016/j.jhevol.2024.103634.
7. ↑  Gerhard Heberer: Über einen neuen archantropinen Typus aus der Oldoway-Schlucht. In: Zeitschrift für Morphologie und Anthropologie. Band 53, 1963, S. 171–177.
 Aufgegriffen wurde die Bezeichnung Homo leakeyi zehn Jahre später durch Bernard G. Campbell: A new taxonomy of fossil man. In: Yearbook of Physical Anthropology. Band 17, 1973, S. 194–201.
8. ↑  Ulrich Welsch: Die Fossilgeschichte des Menschen..., S. 48.
9. ↑  Gary J. Sawyer, Viktor Deak: Der lange Weg zum Menschen. Lebensbilder aus 7 Millionen Jahren Evolution. Spektrum Akademischer Verlag, Heidelberg 2008, S. 104, ISBN 978-3-8274-1915-6.
10. 1 2  Bernard Wood und Nicholas Lonergan: The hominin fossil record: taxa, grades and clades. In: Journal of Anatomy. Band 212, Nr. 4, 2008, S. 361, doi:10.1111/j.1469-7580.2008.00871.x, Volltext (PDF; 292 kB) (Memento vom 20. Oktober 2012 im Internet Archive)
11. ↑  Gary J. Sawyer, Viktor Deak: Der lange Weg zum Menschen, S. 102.
12. ↑  W. Eric Meikle, Sue Taylor Parker: Naming our Ancestors. An Anthology of Hominid Taxonomy. Waveland Press, Prospect Heights (Illinois) 1994, ISBN 0-88133-799-4, S. 106.
13. 1 2  Gary J. Sawyer, Viktor Deak: Der lange Weg zum Menschen, S. 100.
14. ↑  Gary J. Sawyer, Viktor Deak: Der lange Weg zum Menschen, S. 104.
15. ↑  Solche Review-Artikel stellen normalerweise den jeweils aktuellen Stand des gesicherten Wissens in einem bestimmten Fachgebiet dar; ihnen kann aber auch die Funktion zukommen, einer bestimmten Position zu einem Sachverhalt in der Forschergemeinde zum Durchbruch zu verhelfen.
16. ↑  Bernard Wood: Origin and evolution of the genus Homo. In: Nature. Band 355, 1992, S. 783–790; vergl. dazu auch: Bernard Wood: Early hominid species and speciation. In: Journal of Human Evolution. Band 22, Nr. 4–5, 1992, S. 351–365, doi:10.1016/0047-2484(92)90065-H.
17. ↑  John T. Robinson: The Bearing of East Rudolf Fossils on Early Hominid Systematics. In: Nature. Band 240, 1972, S. 239 – 240, doi:10.1038/240239a0.
18. ↑  Ian Tattersall: Masters of the Planet. The Search for Our Human Origins. Palgrave Macmillan, 2012, S. 108, ISBN 978-0-230-10875-2.
19. ↑  Marlene Zuk: Paleofantasy. What evolution really tells us about sex, diet, and how we live. W.W. Norton & Company, New York und London 2014, S. 27–28, ISBN 978-0-393-08137-4.
20. ↑  Tapeworms tell tales of deeper human past. In: Science News vom 4. April 2001, doi:10.2307/3981638.
21. ↑  E. P. Hoberg, N. L. Alkire, A. D. Queiroz und A. Jones: Out of Africa: origins of the Taenia tapeworms in humans. In: Proceedings of the Royal Society B. Online-Veröffentlichung vom 22. April 2001, doi:10.1098/rspb.2000.1579.